# Orca C 113
Der Orca C 113 war ein Supersportwagen. Begonnen wurde das Projekt im Jahr 1987 von Orca Engineering aus Schaan in Liechtenstein unter Leitung von René Beck. Im Jahr 2001 erhielt der erste Prototyp des Orca die Straßenzulassung. Nach ersten Präsentationen auf Automobilmessen wie dem Genfer Auto-Salon wurde eine Kleinserie beschlossen, die sich allerdings mangels Investoren verzögerte. Später begann die Serienproduktion. Orca Sports Cars aus Breitenbach SO aus der Schweiz unter gleicher Leitung setzte 2005 die Produktion fort.

## Fahrleistungen
- Beschleunigung 0–100 km/h: unter 3 s
- Beschleunigung 0–200 km/h: 8,5 s
- Beschleunigung 0–300 km/h: 15 s
- Höchstgeschwindigkeit: ca. 360 km/h

## Konstruktion
Der Orca wurde radikal nach sportlichen Maßstäben konstruiert. Ziel war es unter anderem, einen aufgrund von geringem Gewicht gut fahrbaren Supersportwagen zu bauen. Durch seine  Höhe und seine kompakte Bauweise war der Schwerpunkt des Wagens vergleichsweise tief. Der Orca C 113 hatte eine Karosserie bestehend aus Carbon und Kevlar, die nur etwa 35 kg wog. Das flache Profil der Karosserie ermöglichte eine effiziente Aerodynamik. Das aus Magnesium, Titan und Aluminium bestehende Chassis bot trotz eines niedrigen Eigengewichts von etwa 200 kg hohe Sicherheit und Steifigkeit.
Der 4,2-Liter-V8-Motor des Wagens stammte vom Audi S6 und wurde vom Audi-Tuner MTM – Motoren Technik Mayer grundlegend überarbeitet. Das mit Hilfe zweier Turbolader und einer Ladeluftkühlung aufgeladene Triebwerk leistete 478 kW (650 PS) bei 5400 Umdrehungen pro Minute. Das maximale Drehmoment von 900 Nm lag bei 4200 Umdrehungen pro Minute an. Die Kraft des Wagens wurde über ein halb-sequenzielles 7-Gang-Getriebe und ein Sperrdifferenzial auf die Hinterräder weitergegeben.

## Modellname
Das Unternehmen selbst schrieb den Modellnamen C 113 ausdrücklich mit Leerzeichen. In englischen Quellen fehlt oftmals das Leerzeichen.

## Nachfolger
Nachfolger wurde der Beck LM 800 von Beck Engineering & Composits aus Muri bei Bern in der Schweiz, ebenfalls unter Leitung von René Beck. Allerdings entstanden dort nur noch zwei Prototypen.